# Лори, Джон
Эта статья — о шотландском актёре. О канадско-британском политике см. Лори, Джон (политик).
Джон Ло́ри (англ. John Laurie; 25 марта 1897[…], Дамфрис — 23 июня 1980[…], Бакингемшир) — шотландский актёр театра, кино и телевидения. Наиболее запомнился зрителям исполнением роли рядового Джеймса Фрейзера в сериале «Папашина армия» (80 эпизодов за девять лет).

## Биография
Джон Пэтон Лори родился 25 марта 1897 года в шотландском городке Дамфрис. Отец — Уильям Лори (1856—1903), работал клерком на твидовой фабрике, а позднее сам делал шляпы и трикотажные изделия. Мать — Джесси Энн Лори (до брака — Браун; 1858—1935).
Джон учился в школе «Академия Дамфриса», планируя стать архитектором. Во время Первой мировой войны служил в «Почётной артиллерийской компании» — старейшем воинском формировании в мире из тех, что существуют до сих пор. После войны Лори решил стать актёром, поэтому окончил Центральную школу сценической речи и драматического искусства, его учителем был известный педагог Элси Фогерти (1865—1945).
С 1921 года Лори стал играть на сцене (в основном в постановках Шекспира), в 1930 году состоялся его дебют на широком экране (фактически кино-карьеру начал с 1934 года), а в 1938 году зрители впервые смогли увидеть актёра на телевидении.
Во время Второй мировой войны Лори служил «домобранцем» в «Домашней гвардии», хотя был совсем не стар для службы на фронте.
Джон Лори продолжал сниматься до 82 лет, он скончался 23 июня 1980 года от эмфиземы лёгких в деревне Чалфонт-Сент-Питер (Чилтерн, Бакингемшир). Его тело было кремировано, а прах развеян над морем.

### Личная жизнь
Джон Лори был женат дважды. Первой его женой была малоизвестная актриса Флоренс Сандерс (1890—1926), с которой он познакомился в театре «Олд Вик». Актёр сочетался с ней браком в 1924 году, но 24 января 1926 года женщина скончалась.

Второй женой Лори стала женщина по имени Уна Вероника Тодд-Нэйлор. Пара сочеталась браком в 1928 году, и они прожили вместе всю жизнь до самой смерти актёра в 1980 году. От этого брака осталась дочь Вероника (1939 — ?).

## Избранная фильмография
За 45 лет карьеры (1934—1979) Джон Лори снялся в 160 фильмах и сериалах, из них 9 фильмов были короткометражными, а в 8 он не был указан в титрах.

### Широкий экран
В титрах указан
- 1930 — Юнона и павлин / Juno and the Paycock — Джонни Бойл
- 1935 — Тридцать девять ступеней / The 39 Steps — Джон, хуторянин
- 1936 — Как вам это понравится / As You Like It — Оливер Де Бойс
- 1937 — Край света[англ.] / The Edge of the World — Питер Мэнсон
- 1938 — Королевский развод[англ.] / A Royal Divorce — Жозеф Бонапарт
- 1939 — Четыре пера / The Four Feathers — Халифа
- 1940 — Конвой[англ.] / Convoy — Гейтс
- 1940 — Три моряка[англ.] / Sailors Three — Макнаб
- 1941 — Призраки бабушки Райли[англ.] / Old Mother Riley's Ghosts — Макадам
- 1941 — Опасный лунный свет[англ.] / Dangerous Moonlight — британский командующий
- 1941 — Корабли с крыльями[англ.] / Ships with Wings — лейтенант-командор Рейд
- 1943 — Слабый пол / The Gentle Sex — капрал-шотландец
- 1943 — Жизнь и смерть полковника Блимпа / The Life and Death of Colonel Blimp — Мёрдок
- 1943 — Полурай[англ.] / The Demi-Paradise — раненый моряк
- 1943 — Лампа ещё горит[англ.] / The Lamp Still Burns — мистер Херви
- 1944 — Фэнни при газовом свете[англ.] / Fanny by Gaslight — Уильям Хопвуд
- 1944 — Путь вперёд[англ.] / The Way Ahead — рядовой Люк
- 1944 — Медаль для генерала[англ.] / Medal for the General — Макнаб
- 1945 — Я знаю, куда я иду! / I Know Where I'm Going! — Джон Кэмпбелл
- 1945 — Цезарь и Клеопатра / Caesar and Cleopatra — часовой
- 1946 — Школа Тайной службы[англ.] / School for Secrets — доктор Маквайти
- 1947 — Братья[англ.] / The Brothers — Дагэлд
- 1947 — Джесси[англ.] / Jassy — Том Вудруф
- 1947 — Сам себе палач[англ.] / Mine Own Executioner — доктор Джеймс Гарстен
- 1948 — Гамлет / Hamlet — Франциско, солдат
- 1948 — Красавчик принц Чарли[англ.] / Bonnie Prince Charlie — Слепой Джейми
- 1950 — Остров сокровищ / Treasure Island — Слепой Пью
- 1950 — Трио[англ.] / Trio — мистер Кэмпбелл (в новелле «Санаторий»)
- 1951 — Пандора и Летучий голландец[англ.] / Pandora and the Flying Dutchman — Ангус
- 1951 — Весёлая жизнь[англ.] / Happy Go Lovely — Джонскилл
- 1951 — Смех в раю / Laughter in Paradise — Гордон Уэбб
- 1951 — На бис[англ.] / Encore — Эндрюс, инженер (в новелле «Зимний круиз»)
- 1953 — Большая игра[англ.] / The Great Game — «Мак» Уэллс
- 1953 — Подделка[англ.] / The Fake — Генри Мейсон
- 1954 — Выбор Хобсона / Hobson's Choice — доктор Макфарлейн
- 1954 — Дьяволица с Марса / Devil Girl from Mars — мистер Джеймисон
- 1954 — Чёрный рыцарь[англ.] / The Black Knight — Джеймс
- 1955 — Ричард III / Richard III — виконт Фрэнсис Лавелл[англ.]
- 1957 — Королевство Кэмпбелла[англ.] / Campbell's Kingdom — Мак
- 1960 — Похищенный[англ.] / Kidnapped — Эбенезер Балфор
- 1963 — Саксы захватывают трон[англ.] / Siege of the Saxons — Мерлин
- 1966 — Рептилия / The Reptile — Безумный Питер
- 1971 — Папашина армия[англ.] / Dad's Army — рядовой Джеймс Фрейзер[англ.]
- 1971 — Ужасный доктор Файбс / The Abominable Dr. Phibes — Дэрроу
- 1975 — Пропавший динозавр / One of Our Dinosaurs Is Missing — Джок
- 1979 — Пленник Зенды[англ.] / The Prisoner of Zenda — архиепископ

В титрах не указан
- 1934 — Красное знамя[англ.] / Red Ensign — кассир, выдающий жалованье
- 1936 — Роза Тюдоров[англ.] / Tudor Rose — Джон Нокс
- 1939 — Самолёты Кью[англ.] / Q Planes — газетный редактор
- 1950 — Маделин[англ.] / Madeleine — богослов-шотландец

### Телевидение
- 1962, 1963, 1967, 1969 — Мстители / The Avengers — разные роли (в 4 эпизодах)[7]
- 1965 — 10-й отдел скорой помощи[англ.] / Emergency – Ward 10 — профессор Корлисс (в 6 эпизодах)
- 1968—1977 — Папашина армия / Dad’s Army — рядовой Джеймс Фрейзер[англ.] (в 80 эпизодах)
- 1971 — Джеканори[англ.] / Jackanory — рассказчик (в 5 эпизодах)